# Riley Smith
Riley Smith (Cedar Rapids, 12 aprile 1978) è un attore e cantante statunitense.

## Biografia
Riley Smith è nato a Cedar Rapids, in Iowa, il 12 aprile del 1978 i genitori gestivano un ranch. Il suo talento è stato scoperto in un centro commerciale nella sua città natale da un talent scout locale ed ha partecipato all'International Modeling and Talent Association (IMTA) a New York. Smith ha posato per Tommy Hilfiger e ha speso i soldi guadagnati per pagarsi delle lezioni di recitazione. Tre mesi dopo, è andato a Los Angeles per fare uno screen test per l'edizione del 1998 del WB pilot Minor Threat. Si è procurato la sua prima audizione e si è trasferito definitivamente a Los Angeles.
Iniziò a recitare in otto prime tv, più di una dozzina di ruoli in tre serie tv. Apparve nei film : Arac Attack - Mostri a otto zampe, Non è un'altra stupida commedia americana, Mi chiamano Radio e in Una pazza giornata a New York. Ha avuto un ruolo nella serie della CBS nominata agli Emmy Joan of Arcadia, è stato altamente acclamato all'Emmy Fox show per 3 stagioni Summerland e per la creazione di Judd Apatow per la NBC Freaks and Geeks. Ha avuto anche un ruolo importante nello show Drive di Fox e ha recitato nel ruolo di Dean Talon nel film Una bionda su due ruote su Disney Channel. Ha recitato per il suo mentore Andy Carson in Race track. Ha inoltre partecipato alla serie 24 nel ruolo di Kyle Singer.
Ha interpretato Russ, nel film Ballare per un sogno con Mary Elizabeth Winstead. Nel 2009 è apparso in una serie tv con Jennifer Love Hewitt (Ghost Whisperer). Nel 2012 ha partecipato in alcune puntate di 90210 della 5ª stagione nel ruolo di Riley Wallace.
Nel 2014 prende parte alla settima stagione di True Blood, nel ruolo del vampiro Keith. Nel 2016 è Frank Sullivan nella serie tv Frequency.
Nel 2018 ricopre il ruolo di Dottor Grant nella serie tv "Life Sentence" insieme alla co-protagonista Lucy Hale, l'anno successivo interpreta il ruolo di Levi Scott nella serie della Fox, Proven Innocent.

## Filmografia

### Cinema
- Viale dei delitti (Lovers Lane), regia di Jon Steven Ward (1999)
- Voodoo Academy, regia di David DeCoteau (2000)
- Ragazze nel pallone (Bring It On), regia di Peyton Reed (2000)
- Non è un'altra stupida commedia americana (Not Another Teen Movie), regia di Joel Gallen (2000)
- Arac Attack - Mostri a otto zampe (Eight Legged Freaks), regia di Ellory Elkayem (2002)
- Barely Legal - Doposcuola a luci rosse (Barely Legal), regia di David Mickey Evans (2003)
- Mi chiamano Radio (Radio), regia di Michael Tollin (2003)
- Una pazza giornata a New York (New York Minute), regia di Dennie Gordon (2004)
- Ballare per un sogno (Make It Happen), regia di Darren Grant (2008)
- Gallowwalkers, regia di Andrew Goth (2012)

### Televisione
- Giovani, alieni e vendicatori (Alien Arsenal), regia di David DeCoteau – film TV (1999)
- Settimo cielo (7th Heaven) – serie TV, episodio 4x05 (1999)
- Freaks and Geeks – serie TV, 5 episodi (2000)
- La squadra del cuore (Hang Time) – serie TV, episodio 6x04 (2000)
- Ancora una volta (Once and Again) – serie TV, episodi 2x07-2x08 (2000-2001)
- Una bionda su due ruote (Motocrossed), regia di Steve Boyum – film TV (2001)
- Boston Public – serie TV, episodio 3x03 (2002)
- Birds of Prey – serie TV, episodio 1x04 (2002)
- Le sorelle McLeod (McLeod's Daughters) – serie TV, episodio 2x06 (2002)
- CSI: Miami – serie TV, episodio 1x21 (2003)
- 24 – serie TV, 6 episodi (2003)
- Summedland – serie TV, episodi 1x3, 1x12 (2004)
- Joan of Arcadia – serie TV, 5 episodi (2004-2005)
- CSI - Scena del crimine (CSI: Crime Scene Investigation) – serie TV, episodio 8x07 (2007)
- Women's Murder Club – serie TV, episodio 1x07 (2007)
- Criminal Minds – serie TV, episodio 3x12 (2008)
- Ghost Whisperer - Presenze (Ghost Whisperer) – serie TV, episodio 5x06 (2009)
- Leverage - Consulenze illegali (Leverage) – serie TV, episodio 3x11 (2010)
- The Glades – serie TV, episodio 2x13 (2011)
- The Closer – serie TV, episodio 6x15 (2011)
- 90210 – serie TV, 7 episodi (2012-2013)
- Beauty and the Beast – serie TV, 3 episodi (2013)
- True Blood – serie TV, 5 episodi (2014)
- True Detective – serie TV, episodio 2x01 (2015)
- The Messengers – serie TV, 6 episodi (2015)
- Nashville – serie TV, 7 episodi (2015)
- CSI: Cyber – serie TV, episodio 2x14 (2016)
- Frequency – serie TV, 14 episodi (2016-2017)
- Life Sentence – serie TV, 9 episodi (2018)
- Proven Innocent – serie TV, 13 episodi (2019)
- Nancy Drew – serie TV, 49 episodi (2019-2023)
- Station 19 – serie TV, episodio 6x15, 6x18 (2023)

## Doppiatori italiani
Nelle versioni in italiano delle opere in cui ha recitato, Riley Smith è stato doppiato da:
- Stefano Crescentini in 24, Frequency, Una pazza giornata a New York, Ballare per un sogno
- Francesco Pezzulli in Criminal Minds, Ghost Whisperer - Presenze
- Andrea Mete in Mi chiamano Radio
- Corrado Conforti in Una bionda su due ruote
- Nanni Baldini in CSI: Miami
- Alessandro Quarta in CSI - Scena del crimine
- Francesco Meoni in The Glades
- Emiliano Coltorti in The Closer
- Federico Di Pofi in 90210
- Sacha Pilara in True Blood
- Christian Iansante in Nashville
- Mattia Ward in Proven Innocent
- Fabrizio Bucci in Station 19 (ep. 6x15, 6x18)
- Andrea Checchi in Station 19 (ep. 7x05)